# Maître d'Elmelunde
 (avril 2020).

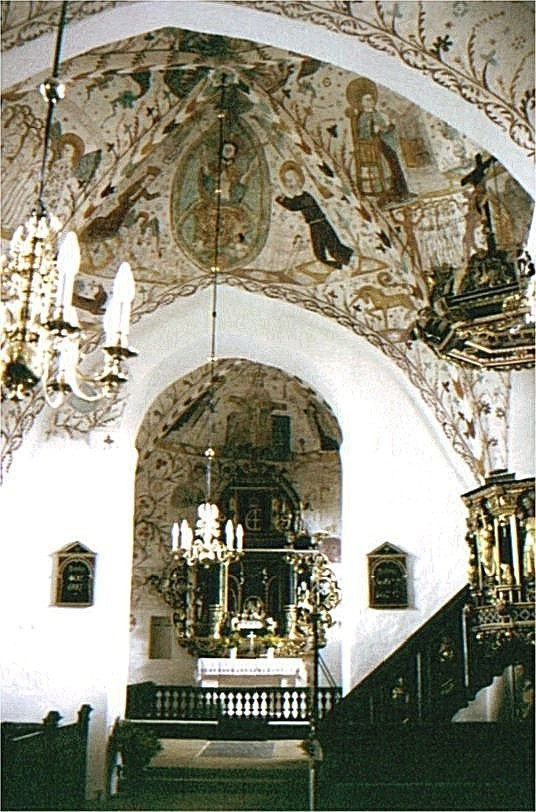
Nef de l'église d'Elmelunde

Le maître d'Elmelunde, en danois Elmelundemesteren, est la désignation donnée à l'artiste anonyme du XVIe siècle qui a peint les fresques des églises d'Elmelunde, Fanefjord et Keldby sur l'île de Møn, dans le sud-est du Danemark. 
Les nefs de ces trois églises furent couvertes de voûtes d'ogives gothiques à la fin du XVe siècle, offrant une surface idéale pour les fresques de la Biblia pauperum (ou la Bible du peuple) basées sur des histoires populaires tirées des manuscrits médiévaux richement illustrés de l'Ancien et du Nouveau Testament. 
L'artiste peut être reconnu à partir de son emblème distinctif présent dans une ou plusieurs des fresques des trois églises. Ses couleurs chaudes allant du rouge foncé et du roux aux tons pastel de jaune, vert, gris et noir sont distinctives, tout comme les visages de ses personnages qui ont tous les yeux endormis que ce soit dans les scènes du Paradis ou de l'Enfer. Des vignes, des fleurs et des branches d'arbres complètent les images. 
Au XVIe siècle, à la suite de la Réforme protestante, les fresques furent recouvertes de couches de badigeon, ce qui les cacha à la vue jusqu'à une période relativement récente. En effet, c'est seulement dans les années 1880 que les fresques réapparaissent au grand jour. Etant donné qu'elles furent redécouvertes pour la première fois dans l'église d'Elmelunde, leur auteur devint connu comme le maître d'Elmelunde. Ce sont cependant les fresques de l'église de Fanefjord découvertes dans les années 1930 qui sont considérées comme les plus intéressantes et les plus complètes. 
L'école du maître d'Elmelunde est également créditée des fresques dans les églises de l'île voisine de Falster à Tingsted, Nørre Alslev, Kettinge et Åstrup. 

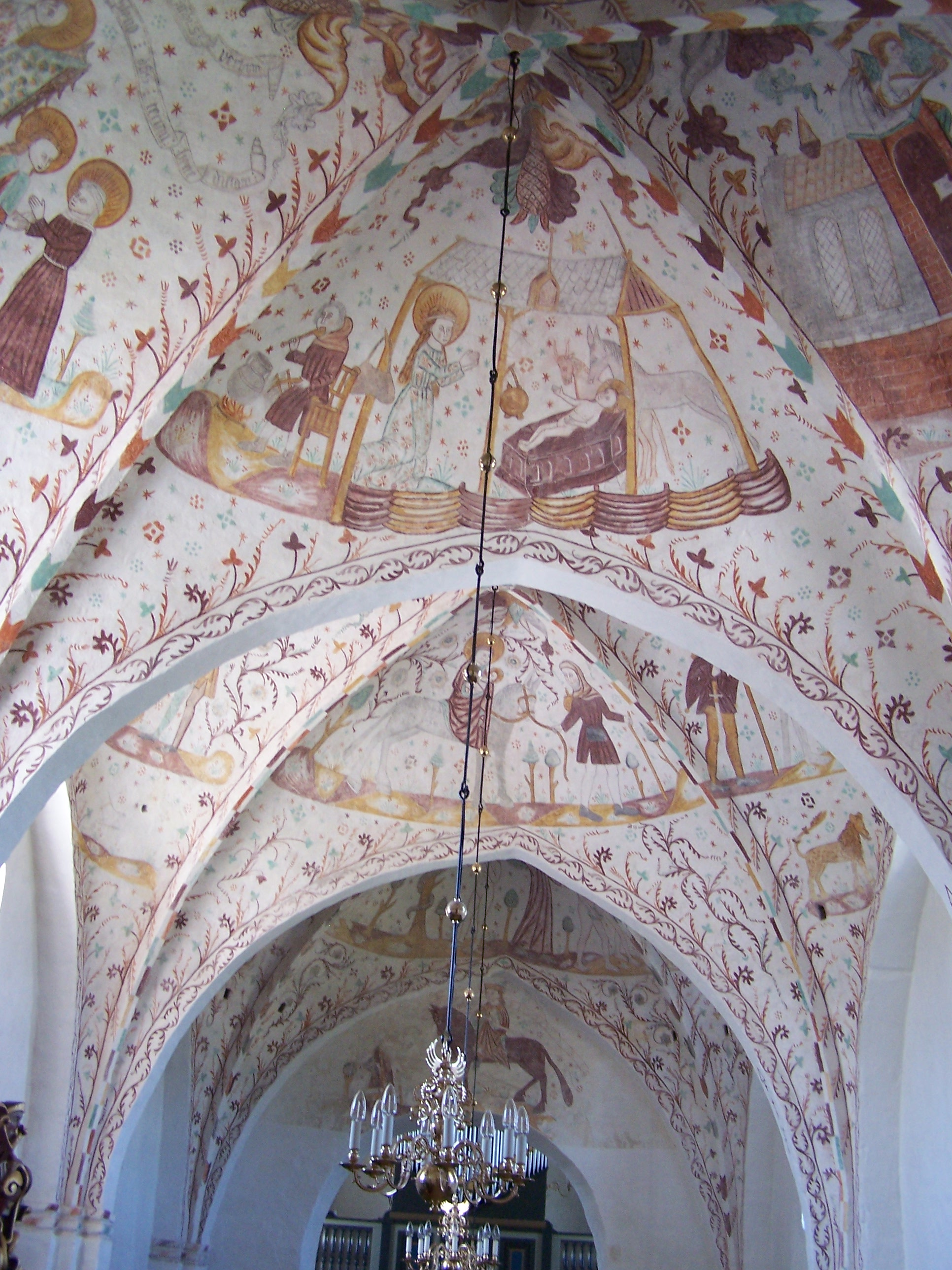
Fresques de l'église d'Elmelunde

## Sources
- Pasteur Helge Buus: Fanefjord Kirke, Fanefjord menighedsråd, Askeby, 1978, Fanefjord menighedsråd, 19 pages.
- Birgit Als Hansen: De Mønske Kirker, Møns Turistforening, Stege, 1967, 11 pages
- Annett Scavenius: Elmelundemestern i Fanefjord Kirke, Forlaget Vandkunsten, 2010, 121 pages.  (ISBN 978-87-7695-123-8)